# Deinbollia gossweileri
Deinbollia gossweileri är en kinesträdsväxtart som beskrevs av Arthur Wallis Exell. Deinbollia gossweileri ingår i släktet Deinbollia och familjen kinesträdsväxter. Inga underarter finns listade i Catalogue of Life.